# 睡衣忍者
睡衣忍者（Ninjas in Pyjamas，简称NiP）是瑞典著名电竞俱乐部，参与了包括《反恐精英》在内的多项电竞赛事，他们被认为是世界上最为专业和最为商业化的队伍之一。

## 反恐精英分部

### 历史
NiP的历史可以追溯到2001年。在CPL举办的大规模电子竞技赛事上，NiP险胜了X3（后来成为了3D （战队），美国著名队伍之一）。之后因为赞助商的原因，队员全部出走SK，也就是后来著名的SK斯堪的纳维亚分队。几位队员在SK同样取得了成功，他们在2003年赢得的奖金总数为17万美元。但是仍然是因为赞助商的问题，SK的队员在2005年上半年离开了SK。后来他们重组了NiP。
2005年离开SK后，几名前SK队员（HeatoN、Potti、fisker、SpawN）重组了NiP。可是由于在建队理念上的分歧，除了HeatoN和Potti之外的所有队员都离开了NiP。HeatoN在不久以后为NiP引进了Walle、Zet和Ins。
2007年，Potti宣布引退，緊接著HeatoN、fisker也結束生涯，在inferno-online工作，巨星SpawN暫時休息後，又再次加盟SK gaming，NiP的傳奇也走入歷史。
絕對武力：全球攻勢發佈後，隨著SK放棄FPS電競頂目，多名前SK隊員加盟NiP，首一百場正式比賽中，只落敗過三場。

### 队员
2001
2005
- 埃米尔·克里斯滕森 - HeatoN
- 丹尼斯·沃伦伯格 - Walle
- 托米·因格马森 - Potti
- 马库斯·桑德斯特罗姆 - zet
- 奥斯卡·霍尔姆 - ins

2006
- Robban
- Walle
- SpawN
- zet
- ins

2007年初
- HeatoN
- Walle
- Miniwalle
- Bullen
- KF3

2007年後期
- Emil "HeatoN" Christensen
- Dennis "walle" Wallenberg
- Jonathan "miniw" Wallenberg
- Kristoffer "Tentpole" Nordlund
- Johan "face" Klasson.
- Tommy "Potti" Ingemarsson（不參與賽事）

2012後期-2014後期
- Christopher "Get_Right" Alesund
- Patrik "f0rest" Lindberg
- Richard "Xizt" Landström
- Robin "Fifflaren" Johansson
- Adam "friberg" Friberg

2014後期-2015
- Christopher "Get_Right" Alesund
- Patrik "f0rest" Lindberg
- Richard "Xizt" Landström
- Aleksi "allu" Jalli
- Adam "friberg" Friberg

2016-2017
- Christopher "Get_Right" Alesund
- Patrik "f0rest" Lindberg
- Richard "Xizt" Landström
- Jacob "pyth" Mourujärvi
- Björn "Threat" Pers
- Adam "friberg" Friberg

2017-2018
- Patrik "f0rest" Lindberg
- Christopher "Get_Right" Alesund
- Richard "Xizt" Landström
- William "draken" Sundin
- Fredrik "REZ" Sterner

2018-至今
- Patrik "f0rest" Lindberg
- Christopher "Get_Right" Alesund
- Dennis "dennis" Edman
- Jonas "Lekr0" Olofsson
- Fredrik "REZ" Sterner

### 荣誉
- 2005年CPL 冬季冠军赛：第四名
- 2005年WEG第三季比赛：第四名
- 2005年CPL世界巡回赛 英国站：出线
- 2005年CPL世界巡回赛 西班牙站：季军
- 2005年GameGune比赛：冠军
- 2006年NGL-ONE第一赛季比赛：冠军
- 2006年WCG比赛：亚军
- 2001年CPL世界冠军赛、伦敦站、柏林站：冠军
- 2014年DreamHack Summer 冠軍
- 2014年ESL One Cologne 冠軍

## 英雄联盟分部
2021年8月，NIP与V5电子竞技俱乐部合并。2023年初，该队伍正式更名为“Ninjas in Pyjamas”并开始在LPL比赛。